# 西南路道
西南路道，清朝末年设置的道。
宣统元年（1909年）由西路道改置，治所在长春府（今吉林省长春市）。属吉林省。辖长春府、吉林府、伊通直隶州、蒙江州、农安县、长岭县、舒兰县、桦甸县、磐石县、双阳县、德惠县等府州县。今辖县与1914年6月所置吉长道同。1914年6月改名吉长道。